# The Replacement
The Replacement es el tercer episodio de la quinta temporada de Buffy the Vampire Slayer. La narración sigue a un Xander Harris que se divide en dos personalidades totalmente opuestas.

## Argumento
En el sótano de Xander, Buffy, Riley, Anya y el propio Xander están viendo una película de artes marciales. Xander quiere un nuevo lugar para vivir. Al día siguiente Xander va en busca de una casa y encuentra un apartamento, que le gusta mucho a Anya pero que él no se puede permitir. A pesar de ello coge una hoja de solicitud.
Giles está arreglando su tienda, La Caja Mágica, cuando aparece un demonio. Giles le ataca con una estatua pero no logra hacerle daño. El demonio está buscando a la Cazadora, y como no está allí se marcha. Más tarde, mientras Giles informa a la pandilla de lo ocurrido, reconoce al demonio en un libro. Giles recuerda que el demonio olía bastante mal. La pandilla va al basurero, donde se encuentran con Spike. Llega el demonio, que dispara con una vara mágica alcanzando a Xander cuando éste empuja a Buffy fuera de la trayectoria del disparo. La fuerza del disparo le lanza a un montón de basura, pero parece estar bien. El demonio desaparece.
Al día siguiente, otro Xander está en el basurero. Va a su casa y ve al Xander original. Xander sigue a su doble a la zona de construcción donde trabaja. El otro Xander está trabajando cuando el jefe de obra lo llama para verlo en su oficina. Xander espía fuera de la oficina.
A pesar de que Xander piensa que le van a despedir, le ascienden. El Xander que escucha cree que el otro ha usado algún truco. El Xander que ha ascendido llama a Anya y le dice que quiere que se encuentren en el apartamento a las 9 de la noche. El otro Xander trata de atacar a su doble, pero se golpea contra el suelo. El Xander mejor vestido va a casa de Giles y les explica lo del doble, mientras el otro va a ver a Willow a explicarle lo mismo y le confiesa que su doble está viviendo su vida mucho mejor que él. Temiendo por Anya va a su casa y oye en el contestador la cita con el otro Xander.
En casa de Giles descubren que el arma del demonio divide a la persona en dos: una con todas las cualidades positivas y otra con todas las negativas. Si uno muere, el otro también. El demonio planeaba separar a Buffy en dos: una la chica, otra la Cazadora. En el apartamento los dos Xanders se enfrentan. Riley y Buffy llegan a tiempo para explicarles que los dos son Xander. Van donde Giles para arreglar las cosas. Se presenta el demonio y Buffy lo mata. Willow deshace entonces el hechizo.
Al día siguiente, Xander se está mudando del sótano. Hablando con Riley éste admite que sabe que Buffy no le ama.

## Reparto

### Personajes principales
- Sarah Michelle Gellar como Buffy Summers.
- Nicholas Brendon como Xander Harris.
- Alyson Hannigan como Willow Rosenberg.
- Marc Blucas como Riley Finn.
- Emma Caulfield como Anya Jenkins.
- Michelle Trachtenberg como Dawn Summers.
- James Marsters como Spike.
- Anthony Stewart Head como Rupert Giles.

### Invitados especiales
- Kristine Sutherland como Joyce Summers.
- Michael Bailey Smith como Toth.

### Personajes secundarios
- Kelly Donovan como Doble de Xander.
- Cathy Cohen como Gerente del edificio.
- David Reivers como Foreman.
- Fritz Greve como Trabajador de la construcción.

## Producción

### Xander Harris y su doble
Para el papel de los personajes que se dividen por el demonio se escogió por razones evidentes al hermano gemelo de Nicholas Brendon.[cita requerida] Aunque su apellido real es Schultz, usan su nombre segundo nombre para fines comerciales. No sería la última aparición de Kelly Donovan - hermano gemelo -, ya que en Intervención actuaría en lugar de su hermano por estar enfermo y no poder ir a trabajar. Kelly hace el papel de su hermano a veces.[cita requerida] Para la mayor parte del episodio, Nicholas Brendon interpretó los dos papeles. Kelly fue como un doble del actor, y tenía muy poco diálogo cuando los dos estaban en la misma toma. Nicholas dijo en su página oficial que «Para decir verdad, yo interpreté a los dos personajes. Fue muy desafiante y agradecido y tengo que darle una nota alta si no pudieron decir que era yo. [...] Me lo pasé bien con Kelly y ralmente se merece una enhorabuena por su trabajo. Nunca se le prometió que tendría diálogo en pantalla pero al final le pusieron algo y creo que hizo algo de comediante. De hecho, hubo un momento en el que Kelly, Tressa y yo tuvimos que rebobinar y parar la cinta para descifrar quién era quién - estando uno al lado del otro, Kelly como Xander exitoso hizo un trabajo estelar imitando mi gesto con los ojos.»
El episodio aparte de tener una referencia a Star Trek es también una referencia en sí misma, ya que en un episodio llamado The Enemy Within de Star Trek: la serie original, Kirk es dividido en un personaje agresivo, violento y otro a meek, wimpy que no lo es. La mitad agresiva comienza a vagar por la nave y la otra parte junto a Spock intentan juntar las dos partes en un solo cuerpo.